# Étienne IX
Pour les articles homonymes, voir Étienne, Saint Étienne et Frédéric de Lorraine.
Ce pape est parfois appelé Étienne X. Il existe un problème de numérotation des papes Étienne, expliqué à l'article Étienne (pape éphémère)
Frédéric de Lotharingie ou Frédéric d'Ardenne, né vers 1020 à Dun-sur-Meuse et mort le 29 mars 1058 à Florence, est pape sous le nom d'Étienne IX du 3 août 1057 au 29 mars 1058. Il est le 154e Pape. Premier pape à s'émanciper de la tutelle de l'empereur du Saint-Empire romain germanique, il est probablement mort assassiné.

## Biographie
Né à Dun-sur-Meuse (Lotharingie), fils de Gothelon Ier de Lotharingie, Frédéric de Lorraine est un membre de la famille des ducs de Lorraine et est également le frère du duc Godefroid II de Basse-Lotharingie.
Moine bénédictin, il devient chanoine puis archidiacre de Liège, avant de devenir abbé de la prestigieuse abbaye du Mont-Cassin et chancelier du pape Léon IX. Partageant avec ce dernier tant la volonté de réforme que l'hostilité contre les Normands, il est un des promoteurs en 1053 de la campagne militaire contre ces derniers qui voit la coalition anti-normande défaite lors de la bataille de Civitate, à l'issue de laquelle Léon IX est capturé.

### Le schisme de 1054
Début 1054, Léon IX libéré envoie à Byzance une légature de trois prélats réformateurs, Frédéric de Lotharingie, Humbert de Moyenmoutier et Pierre d'Amalfi, pour une mission exploratoire à la suite de la fermeture brutale des églises latines de Constantinople décrétée par l'autoritaire et intransigeant patriarche de Constantinople, Michel Ier Cérulaire. Ce dernier, craignant davantage l'expansionnisme romain que les avancées normandes, accuse le pape romain d'hérésie, prétextant la doctrine de la double procession. Les légats sont bien accueillis par l'empereur byzantin, mais le patriarche refuse de les recevoir. Le 15 juillet les trois émissaires excommunient le patriarche, sans réel mandat car Léon IX est mort entre-temps. Celui-ci réplique par la convocation d'un synode qui, le 25 du même mois, anathématise à son tour les légats (et non le pape qui est mort le 19 avril). C'est la date qui marque traditionnellement le schisme entre les églises occidentale et orientale, même si la portée réelle de l'événement est mineure et que les relations diplomatiques perdurent encore deux siècles entre les deux sièges.

### Pontificat
À la suite du décès de Victor II, Frédéric de Lorraine est élu pape par le clergé et le peuple de Rome. Il prend le nom d'Étienne IX, sans l'aval de l'empereur Henri IV alors sous la régence de sa mère Agnès de Poitiers, soustrayant de la sorte la papauté à la tutelle de l'empereur du Saint-Empire romain germanique : son pontificat est ainsi marqué par la lutte pour l'indépendance de l'Église vis-à-vis de la volonté impériale de faire nommer les papes par l'empereur germanique.
Dans l'idée de former une nouvelle coalition anti-normande, il s'emploie à nouer des alliances avec l'empereur byzantin Isaac Ier mais ne peut mener son projet à bien. Il nomme entre autres Pierre Damien, évêque d'Ostie.

### Décès et succession
Étienne IX meurt à Florence le 28 mars 1058 après seulement huit mois de pontificat, peut-être de maladie, mais plus vraisemblablement assassiné, selon des sources plus récentes : la motivation de cet assassinat peut trouver son origine dans le fait que, premier pape à remettre en question la nomination des papes par les empereurs germaniques depuis le règne de Charlemagne, ou par la vox populi de Rome, il propose que le souverain pontife soit élu par un collège de cardinaux, mode d'élection qui est institué par son successeur. Il peut également avoir été empoisonné par l'aristocratie romaine, qui est prompte à tenter de placer sur le siège pontifical le cardinal-évêque de Velletri, Jean de Tusculum dit « le Simplet » (Minchio), qui devient l'antipape Benoit X.
Suivant la volonté d'Étienne IX, l'influent moine Hildebrand intronise Nicolas II le 8 décembre 1058. Benoît X est délogé par l'intervention de Godefroid II de Basse-Lotharingie, frère du pape défunt, puis déposé par un synode se déroulant à Sutri, qui intronise officiellement Nicolas II en janvier 1059.
Étienne IX est ainsi considéré comme l'un des réformateurs du christianisme primitif avec Léon IX et Nicolas II.